# 延岡市立恒富小学校
延岡市立恒富小学校（のべおかしりつ つねとみしょうがっこう）は、宮崎県延岡市愛宕町一丁目にある公立小学校。

## 概要
- 児童数 - 185名（令和4年度）

## 沿革
- 1876年 - 恒富村域において、恒富小学校、出北小学校、平原小学校がそれぞれ設置される。
- 1881年 - 上記各小学校を統合して恒富小学校を設置。旧・平原小学校を分校とする。
- 1889年 - 延岡町、岡富村、恒富村組合立延岡尋常小学校を本小路に設置。旧・恒富小学校は分教場となる。
- 1899年 - 恒富村立恒富尋常小学校として分離、創立。5月20日を創立記念日とする。
- 1905年 - 平原分教場を廃止。
- 1930年 - 恒富村が延岡町・岡富村と合併し、新たに延岡町が発足。延岡町立恒富尋常小学校に改称。
- 1933年
  - 市制施行により、延岡市立恒富尋常小学校に改称。
  - 延岡市立南尋常小学校が分離。
- 1938年 - 延岡市立東尋常小学校が分離。
- 1941年 - 延岡市立恒富国民学校に改称。
- 1947年 - 延岡市立恒富小学校に改称。
- 1956年 - 西分校を設置。
- 1958年 - 西分校が延岡市立西小学校として分離。

## 通学区域
恒富小学校の通学区域には以下の区域が指定されている。
- 安賀多町
- 旭町
- 愛宕町
- 大瀬町
- 春日町
- 北新小路
- 共栄町
- 新小路
- 伊達町
- 永池町
- 中島町
- 三ツ瀬町

## アクセス
- 鉄道：JR日豊本線 南延岡駅下車、徒歩約20分
- バス：宮崎交通「愛宕町一丁目」バス停下車、徒歩約2分